# Guerra franco-siria
La Guerra franco-siria tuvo lugar durante 1920 entre los dirigentes Hashemitas del recién establecido Reino Árabe de Siria y Francia. Durante una serie de enfrentamientos, que culminaron en la Batalla de Maysalun, las fuerzas francesas derrotaron a las fuerzas del monarca hashemita Rey Faisal, y sus partidarios, entrando en Damasco el 24 de julio de 1920. Se declaró un nuevo gobierno pro-francés, en Siria el 25 de julio, presidido por  'Alaa al-Din al-Darubi y la región de Syria fue finalmente dividida en varios  Estados clientes bajo el Mandato francés para Siria y Líbano. El gobierno británico, preocupado por su posición en el nuevo mandato en Irak, accedió a declarar al fugitivo Faisal como rey de Irak.

## Antecedentes
Cerca del fin de la Primera Guerra Mundial, el 30 de septiembre de 1918, las fuerzas expedicionarias egipcias del general Edmund Allenby conquistaron Damasco. Poco después, el 3 de octubre, El dirigente hashemita, Faisal, entró también en damasco, durante los últimos momentos de la Rebelión árabe contra los otomanos. El 5 de octubre de 1918, con autorización del general Allemby, Faisal anunció el establecimiento de un gobierno constitucional árabe en Damasco.
Tras la entrada en vigor del inicialmente Acuerdo secreto Sykes-Picot, de 1916, que dividía lo que quedaba del imperio otomano entre Francia y Gran Bretaña, la administración militar francesa se estableció en el levante. El General Henri Gouraud fue designado como representante del gobierno francés en el medio oriente y jefe del Ejército del Levante, con cuartel general en Siria. 
Aunque los hechos indicaban en Europa que finalmente el Reino Árabe de Siria se convertiría en un mandato francés, también aparecieron asociaciones nacionalistas sirias, como al-Fatat (la joven sociedad árabe), que hacían preparativos para un Congreso Nacional Sirio.  Estas asociaciones nacionalistas defendían una independencia completa para un reino árabe, uniendo al mundo árabe bajo la dirección hashemita de Faisal. La primera sesión oficial del Congreso Sirio se celebró el 3 de junio de 1919 y el miembro de al-Fatat Hashim al-Atassi fue elegido como su presidente. El 25 de junio, la Comisión King-Crane llegó a Damasco en medio de una oleada de panfletos que decían "Independencia o muerte". El 2 de julio de 1919, el Congreso Nacional Sirio emitió una serie de resoluciones relativas a la formación de Siria como una monarquía constitucional, completamente independiente, con Faisal como rey, solicitando la ayuda de los Estados Unidos de Norteamérica y rechazando cualquier derecho reclamado por Francia. Las esperanzas de Faisal de que los norteamericanos o los británicos vinieran en su ayuda e intervinieran contra los franceses, se desvaneció rápidamente con, lo que muchos consideraron el definitivo catalizador de la creación y destrucción del Reino Árabe de Siria, el acuerdo anglo-francés para la retirada de las tropas británicas de Siria, marcando así el final de la implicación británica en Siria.
Finalmente, Faisal se vería forzado a mantener negociaciones con Clemenceau, en enero de 1920, que estipulaban que Francia ratificaba la existencia del estado de Siria, y que no estacionaría tropas en Siria, mientras que el gobierno francés fuera el único gobierno en aportar asesores, consejeros y expertos técnicos. Las noticias de este acuerdo no eran buen presagio para los vehementemente antifranceses e independentistas partidarios de Faisal, quienes inmediatamente le presionaron para anular ese acuerdo, y así lo hizo. 

## Cronología de la guerra

### Revueltas nacionales

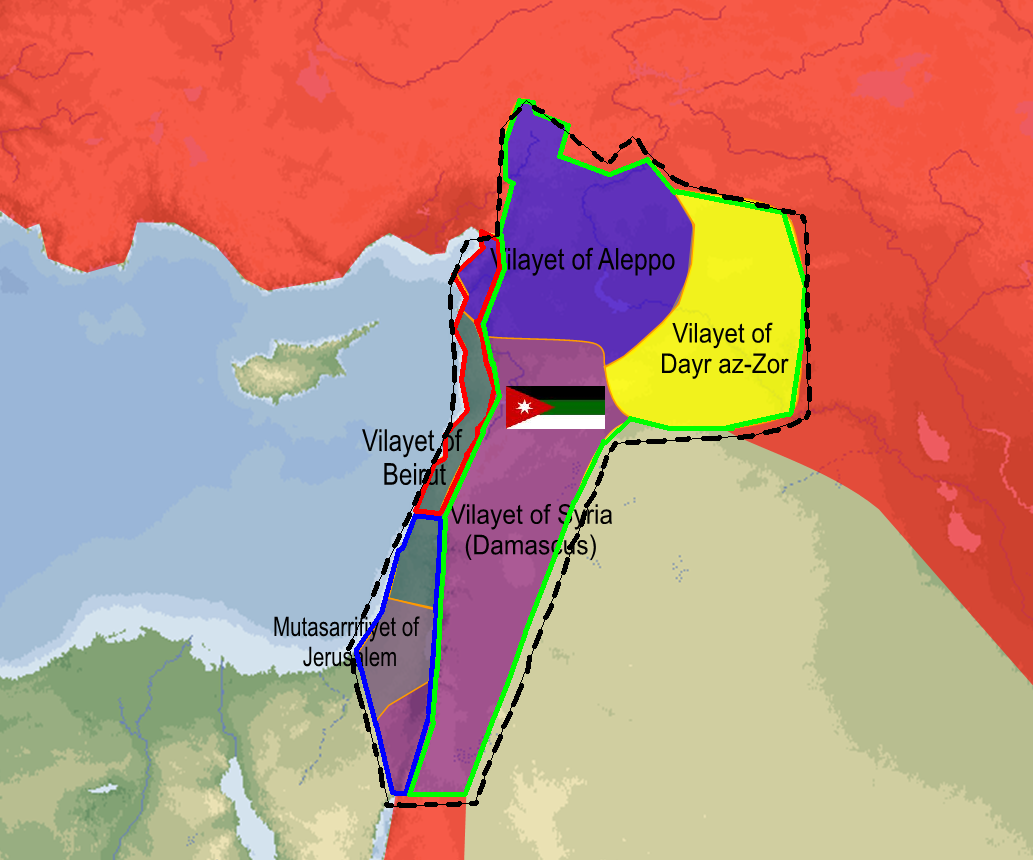
Mapa del Reino Árabe de Siria, declarado el 8 de marzo de 1920

Tras las negociaciones de Clemenceau, en enero de 1920, hubo esporádicos ataques violentos contra las fuerzas francesas por toda Siria, y el Congreso Nacional Sirio, declaró en marzo de 1920 a Faisal como rey de Siria, así como el establecimiento oficial del Reino Árabe de Siria con Hashim al-Atassi como primer ministro. Un Reino Árabe de Siria fue proclamado en Damasco el 8 de marzo de 1920, en evidente disputa con los franceses sobre la naturaleza de su gobierno.
Esta acción fue inmediatamente rechazada por los británicos y por los franceses. En abril de 1920 se convocó la Conferencia de San Remo por la Liga de las Naciones, para establecer explícitamente el Mandato francés de Siria. Poco después la guerra de los nacionalistas árabes sirios con los franceses se convirtió en una campaña devastadora para el recién proclamado Reino Árabe de Siria. Varios incidentes violentos en la región iniciados por las milicias árabes, como la Batalla de Tel Hai y el Ataque de Samakh, provocaron el apoyo internacional a los franceses.
Una vez ratificado el mandato francés de Siria, por la liga de las naciones,  como estaba previsto, el general Gouraud envió un ultimátum al gobierno árabe sirio, para disolver sus tropas y someterse al control francés. Preocupado por las consecuencias de una larga y sangrienta lucha con Francia, el rey Faisal en persona se rindió el 14 de julio de 1920. Sin embargo su mensaje no llegó al ministro de defensa de Faisal, el general Yusuf al-'Azma, que ignorando  al rey, dirigió un ejército hacia Maysalun para defender el Reino Árabe de Siria del avance francés. El gobierno hashemita de Damasco, se sometió al ultimátum francés y disolvió sus tropas.

### Batalla de Maysalun
A pesar de que el rey Faisal aceptara el ultimátum francés, Yusuf al-'Azma rechazo rendirse, congregó un pequeño grupo de tropas disueltas y de civiles, pobremente armados en relación con el moderno y bien equipado ejército francés; y los dirigió hacia Maysalun. Aunque él no se hacía ilusiones acerca del resultado de la batalla, al-'Azma quería dejar claro que la Siria Árabe no se rendiría sin luchar, con la intención de deslegitimar la ocupación francesa.  La Batalla de Maysalun, el 24 de julio, concluyó con una derrota demoledora siria. Las fuerzas francesas, bajo el mando del General Mariano Goybet derrotaron con facilidad a las fuerzas siria. El propio Yusuf al-'Azma resultó muerto en la batalla.

### Momentos finales

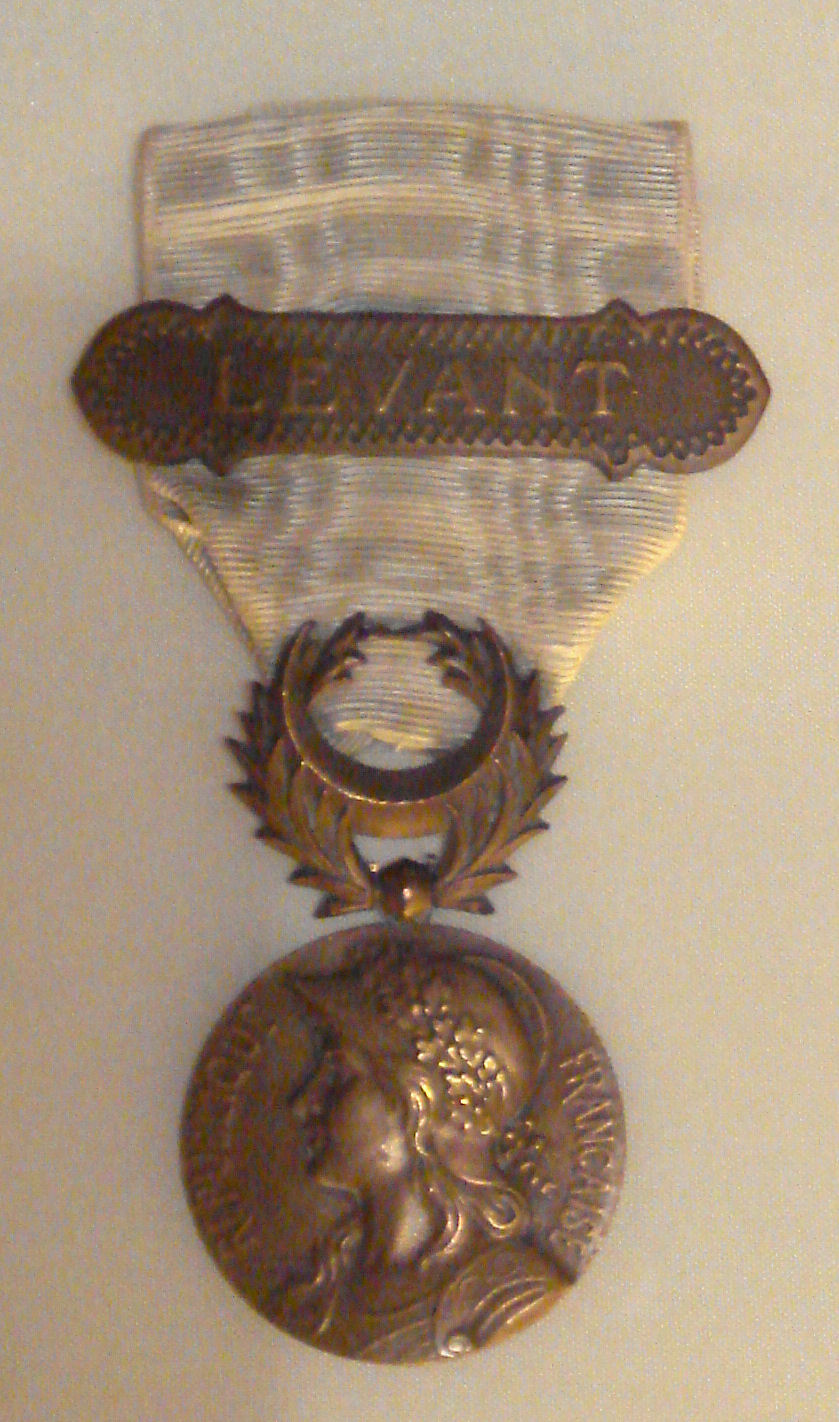
Galardón a veteranos franceses - Medalla de Cilicia - Levante, ley del 18 de julio de 1922

La etapa final de la guerra tuvo lugar el 24 de julio de 1920,[cita requerida] cuando las fuerzas francesas capturaron Damasco sin resistencia. Al día siguiente, el Reino Árabe de Siria fue abolido y el gobierno francés restablecido oficialmente.

## Consecuencias
Tras la conferencia de San Remo, la derrota del rey Faisal, la breve monarquía siria y la batalla de Maysalun, el general francés Henri Gouraud estableció la administración civil en el territorio. La región del mandato se dividió en seis estados. Estos eran: Estado de Damasco (1920), Estado de Alepo (1920), Estado alauita (1920), Estado de Yábal al-Druz (1921), Sanjacado de Alejandreta (1921) (hoy día Hatay en Turquía) y el Estado de Gran Líbano (1920), que se convertiría posteriormente en el actual Líbano.